# Víctor Bernárdez
Víctor Salvador Bernárdez Blanco (La Ceiba, 24 de maio de 1982) é um futebolista profissional hondurenho, milita no San José Earthquakes.

## Carreira
Bernardez representou a Seleção Hondurenha de Futebol na Copa do Mundo de 2010.